# The Voice of Germany/Staffel 6
Die sechste Staffel der Gesangs-Castingshow The Voice of Germany wurde vom 20. Oktober bis zum 18. Dezember 2016 im Fernsehen ausgestrahlt. Sie wurde wie die vorangegangene Staffel von Thore Schölermann und Lena Gercke moderiert.
Zur Jury gehörten das Jurorenduo Smudo und Michi Beck von der Hip-Hop-Band Die Fantastischen Vier, der Liedermacher Andreas Bourani, der Songwriter, Gitarrist und Sänger Samu Haber sowie erstmals die Sängerin und Schauspielerin Yvonne Catterfeld. Sieger wurde Tay Schmedtmann aus der Coachinggruppe von Andreas Bourani.
Anders als in den Staffeln zuvor strahlte Sat.1 die Show sonntags aus.

## Erste Phase: Die Blind Auditions
Die Castings zur sechsten Staffel fanden von Februar bis April 2016 statt, wurden aber nicht im Fernsehen gezeigt. Die Blind Auditions wurden vom 5. bis 9. Juli 2016 im Studio Adlershof in Berlin aufgezeichnet und vom 20. Oktober bis zum 17. November 2016 in neun Fernsehsendungen ausgestrahlt. Die Jury wählte 73 Kandidaten – davon zwei Trios – in die zweite Phase, in die Samu Haber, Yvonne Catterfeld und Michi und Smudo mit je 18 sowie Andreas Bourani mit 19 Kandidaten einzogen.
Alle vier Jurystimmen erhielten die neunzehn Kandidaten Danyal Demir, Marc Amacher, Mathea Elisabeth Höller, Ruth Lomboto, Stas Schurins, Friedemann Petter, Robin Resch, Anja Kraml, Marie Claudia Apenou, Joel Guzman, Florian Unger, Tay Schmedtmann, Vanessa Iraci, Leon Braje, Alessio Loriga, Elena Ancuta Stegaru, Sem Eisinger, Jayla Brown und Jonas Hug. Von diesen entschieden sich je fünf für Yvonne Catterfeld, Samu Haber und Andreas Bourani sowie vier für Michi und Smudo als Coach.
| Folge  | Die Coaches und ihre Kandidaten               | Die Coaches und ihre Kandidaten                        | Die Coaches und ihre Kandidaten                    | Die Coaches und ihre Kandidaten                                                  |
| Folge  | Samu Haber                                    | Yvonne Catterfeld                                      | Michi und Smudo                                    | Andreas Bourani                                                                  |
| ------ | --------------------------------------------- | ------------------------------------------------------ | -------------------------------------------------- | -------------------------------------------------------------------------------- |
| 01     | Bünyamin Yazici                               | Vera Tavares Darius Zander                             | Danyal Demir Michael Wansch Marc Amacher           | Marina Mast                                                                      |
| 02     | Dorothea Proschko Stas Schurins               | Mathea Elisabeth Höller Pauline Steinbrecher           | Georg Stengel Ruth Lomboto                         | Michael Caliman                                                                  |
| 03     | Robin Resch Dehua Hu                          | Friedemann Petter Victoria Mishchenko                  | Shpresim Ahmeti Lukas Räuftlin                     | Anna-Maria Nemetz Lucie Fischer                                                  |
| 04     | Andreas Steiger Louisa Jones Florian Unger    | Anja Kraml Marie Claudia Apenou                        | Sally Grayson Martin Menzel                        | Joel Guzman                                                                      |
| 05     | Andrina Travers Vanessa Iraci                 | Flávio Martins Viktoriya Andonova                      | Lara Trautmann                                     | Daniel Ferrer Homsing Ronra Shimray Tay Schmedtmann                              |
| 06     | Maja Endres                                   | Jonny vom Dahl Alessio Loriga                          | Florentina Krasniqi Robert Ildefonso Celena Pieper | Daniela Oude Kotte Leon Braje Sarah Maier, Maria Vogl-Fernheim und Teresa Pleger |
| 07     | Anna-Lena Schäfer Nicole Bührer Sem Eisinger  | Angelina Schmigelski Boris Alexander Stein Artur Molin | Elena Ancuta Stegaru Marco Pinto                   | Sarah Sacher                                                                     |
| 08     | Laura Ritter Vincenzo Iuzzolini Fabian Ludwig | Nico Laska                                             | Yasmin Sidibe                                      | Theresa Gratzl Neo Kaliske Adrian Schiele Jayla Brown                            |
| 09     | Fabian Blesin                                 | Mimoza, Vjollca und Shkurte Mustafa Daria Müller       | Selina Grinberg Marijana Maksimovic                | Steven Sylvester Ludkowski Daniel Moczarski Jonas Hug                            |
| Gesamt | 18                                            | 18                                                     | 18                                                 | 19                                                                               |

## Zweite Phase: Die Battle Round
Die Battle Round wurde vom 31. August bis zum 2. September 2016 in Berlin aufgezeichnet und vom 20. November bis 1. Dezember 2016 in vier Fernsehsendungen ausgestrahlt. In der 19 Kandidaten umfassenden Gruppe von Andreas Bourani fanden acht Eins-gegen-Eins-Duelle und ein Dreier-Battle statt; in den anderen drei Gruppen trugen die 18 Kandidaten jeweils neun Eins-gegen-Eins-Duelle aus. Der jeweilige Coach wählte einen der Battle-Teilnehmer direkt in die nächste Phase. Wie in der dritten bis fünften Staffel kamen auch einige unterlegene Battle-Kandidaten in die nächste Phase, wenn einer der anderen Coaches sie übernahm. Alle vier Coaches übernahmen je einen Kandidaten einer anderen Gruppe, so dass alle vier Coachinggruppen mit zehn Teilnehmern in die nächste Phase gingen.
| Folge | Coach             | Battle | Direkt weitergewählter Kandidat | Song                                                    | Unterlegener Kandidat                              | Unterlegener Kandidat                              | Neuer Coach des unterlegenen Kandidaten |
| ----- | ----------------- | ------ | ------------------------------- | ------------------------------------------------------- | -------------------------------------------------- | -------------------------------------------------- | --------------------------------------- |
| 10    | Yvonne Catterfeld | 1      | Alessio Loriga                  | Oh Jonny von Jan Delay                                  | Darius Zander                                      | Darius Zander                                      | —                                       |
| 10    | Andreas Bourani   | 2      | Lucie Fischer                   | You Oughta Know von Alanis Morissette                   | Marina Mast                                        | Marina Mast                                        | —                                       |
| 10    | Michi und Smudo   | 3      | Danyal Demir                    | Pillowtalk von Zayn                                     | Shpresim Ahmeti                                    | Shpresim Ahmeti                                    | —                                       |
| 10    | Samu Haber        | 4      | Florian Unger                   | Musik sein von Wincent Weiss                            | Bünyamin Yazici                                    | Bünyamin Yazici                                    | Andreas Bourani                         |
| 10    | Yvonne Catterfeld | 5      | Boris Alexander Stein           | Use Somebody von Kings of Leon                          | Daria Müller                                       | Daria Müller                                       | —                                       |
| 10    | Samu Haber        | 6      | Fabian Ludwig                   | Magnetised von Tom Odell                                | Sem Eisinger                                       | Sem Eisinger                                       | —                                       |
| 10    | Andreas Bourani   | 7      | Tay Schmedtmann                 | Ich laufe von Tim Bendzko                               | Sarah Maier, Teresa Pleger und Maria Vogl-Fernheim | Sarah Maier, Teresa Pleger und Maria Vogl-Fernheim | —                                       |
| 10    | Michi und Smudo   | 8      | Marc Amacher                    | Sweet Transvestite von Tim Curry                        | Michael Wansch                                     | Michael Wansch                                     | —                                       |
| 11    | Andreas Bourani   | 9      | Michael Caliman                 | Sledgehammer von Rihanna                                | Anna-Maria Nemetz                                  | Anna-Maria Nemetz                                  | Samu Haber                              |
| 11    | Michi und Smudo   | 10     | Robert Ildefonso                | Gangsta’s Paradise von Coolio featuring L. V.           | Marco Pinto                                        | Marco Pinto                                        | —                                       |
| 11    | Samu Haber        | 11     | Laura Ritter                    | I Hate U, I Love You von Gnash featuring Olivia O’Brien | Fabian Blesin                                      | Fabian Blesin                                      | —                                       |
| 11    | Michi und Smudo   | 12     | Ruth Lomboto                    | The Boy Is Mine von Brandy & Monica                     | Elena Ancuta Stegaru                               | Elena Ancuta Stegaru                               | —                                       |
| 11    | Andreas Bourani   | 13     | Joel Guzman                     | Master Blaster (Jammin’) von Stevie Wonder              | Jayla Brown                                        | Jayla Brown                                        | —                                       |
| 11    | Yvonne Catterfeld | 14     | Flávio Martins                  | Umbrella von Rihanna featuring Jay-Z                    | Mimoza, Vjollca und Shkurte Mustafa                | Mimoza, Vjollca und Shkurte Mustafa                | —                                       |
| 11    | Andreas Bourani   | 15     | Neo Kaliske                     | I’m Gonna Be (500 Miles) von The Proclaimers            | Daniela Oude Kotte                                 | Daniela Oude Kotte                                 | —                                       |
| 11    | Samu Haber        | 16     | Stas Schurins                   | Can’t Stop the Feeling! von Justin Timberlake           | Vincenzo Iuzzolini                                 | Vincenzo Iuzzolini                                 | —                                       |
| 11    | Michi und Smudo   | 17     | Lara Trautmann                  | Tausend Tränen tief von Blumfeld                        | Martin Menzel                                      | Martin Menzel                                      | —                                       |
| 11    | Yvonne Catterfeld | 18     | Vera Tavares                    | Halo von Beyoncé                                        | Victoria Mishchenko                                | Victoria Mishchenko                                | —                                       |
| 12    | Yvonne Catterfeld | 19     | Mathea Elisabeth Höller         | Sober von Pink                                          | Anja Kraml                                         | Anja Kraml                                         | —                                       |
| 12    | Samu Haber        | 20     | Andreas Steiger                 | Calm After the Storm von The Common Linnets             | Louisa Jones                                       | Louisa Jones                                       | —                                       |
| 12    | Michi und Smudo   | 21     | Sally Grayson                   | Little Numbers von Boy                                  | Celena Pieper                                      | Celena Pieper                                      | —                                       |
| 12    | Andreas Bourani   | 22     | Leon Braje                      | Sommerregen von Joris                                   | Sarah Sacher                                       | Adrian Schiele                                     | —                                       |
| 12    | Michi und Smudo   | 23     | Lukas Räuftlin                  | Dein Hurra von Bosse                                    | Georg Stengel                                      | Georg Stengel                                      | —                                       |
| 12    | Yvonne Catterfeld | 24     | Marie Claudia Apenou            | Elastic Heart von Sia featuring The Weeknd and Diplo    | Artur Molin                                        | Artur Molin                                        | —                                       |
| 12    | Andreas Bourani   | 25     | Daniel Moczarski                | Closer to the Edge von 30 Seconds to Mars               | Homsing Ronra Shimray                              | Homsing Ronra Shimray                              | —                                       |
| 12    | Samu Haber        | 26     | Andrina Travers                 | Just Like Fire von Pink                                 | Nicole Bührer                                      | Nicole Bührer                                      | —                                       |
| 12    | Yvonne Catterfeld | 27     | Friedemann Petter               | Zurück von Flo Mega                                     | Jonny vom Dahl                                     | Jonny vom Dahl                                     | Michi und Smudo                         |
| 13    | Yvonne Catterfeld | 28     | Nico Laska                      | Crazy von Gnarls Barkley                                | Viktoriya Andonova                                 | Viktoriya Andonova                                 | —                                       |
| 13    | Michi und Smudo   | 29     | Yasmin Sidibe                   | Don’t Dream It’s Over von Crowded House                 | Selina Grinberg                                    | Selina Grinberg                                    | —                                       |
| 13    | Andreas Bourani   | 30     | Jonas Hug                       | Eternity/The Road to Mandalay von Robbie Williams       | Theresa Gratzl                                     | Theresa Gratzl                                     | —                                       |
| 13    | Samu Haber        | 31     | Robin Resch                     | Lost Boy von Ruth B                                     | Dehua Hu                                           | Dehua Hu                                           | —                                       |
| 13    | Michi und Smudo   | 32     | Florentina Krasniqi             | Scars to Your Beautiful von Alessia Cara                | Marijana Maksimovic                                | Marijana Maksimovic                                | —                                       |
| 13    | Samu Haber        | 33     | Anna-Lena Schäfer               | Junimond von Rio Reiser                                 | Maja Endres                                        | Maja Endres                                        | —                                       |
| 13    | Yvonne Catterfeld | 34     | Pauline Steinbrecher            | If I Go von Ella Eyre                                   | Angelina Schmigelski                               | Angelina Schmigelski                               | —                                       |
| 13    | Andreas Bourani   | 35     | Steven Sylvester Ludkowski      | You Don’t Know Love von Olly Murs                       | Daniel Ferrer                                      | Daniel Ferrer                                      | —                                       |
| 13    | Samu Haber        | 36     | Dorothea Proschko               | Masterpiece von Jessie J                                | Vanessa Iraci                                      | Vanessa Iraci                                      | Yvonne Catterfeld                       |

| Die Coaches und ihre Kandidaten nach den Battles | Die Coaches und ihre Kandidaten nach den Battles | Die Coaches und ihre Kandidaten nach den Battles | Die Coaches und ihre Kandidaten nach den Battles |
| Samu Haber | Yvonne Catterfeld | Michi und Smudo | Andreas Bourani |
| --- | --- | --- | --- |
| Florian Unger Fabian Ludwig Laura Ritter Stas Schurins Andreas Steiger Andrina Travers Robin Resch Anna-Lena Schäfer Dorothea Proschko Anna-Maria Nemetz | Alessio Loriga Boris Alexander Stein Flávio Martins Vera Tavares Mathea Elisabeth Höller Marie Claudia Apenou Friedemann Petter Nico Laska Pauline Steinbrecher Vanessa Iraci | Danyal Demir Marc Amacher Robert Ildefonso Ruth Lomboto Lara Trautmann Sally Grayson Lukas Räuftlin Yasmin Sidibe Florentina Krasniqi Jonny vom Dahl | Lucie Fischer Tay Schmedtmann Michael Caliman Joel Guzman Neo Kaliske Leon Braje Daniel Moczarski Jonas Hug Steven Sylvester Ludkowski Bünyamin Yazici |
| 10 (9+1) | 10 (9+1) | 10 (9+1) | 10 (9+1) |

## Dritte Phase: Sing Off
Die dritte Phase, diesmal „Sing Off“ genannt, wurde am 30. September und 1. Oktober 2016 in Berlin aufgezeichnet und in zwei Fernsehsendungen am 4. und 8. Dezember 2016 ausgestrahlt. In der Vorbereitung wurden die Teilnehmer von Robbie Williams, Emeli Sandé, Alicia Keys und Shawn Mendes unterstützt. Im Sing Off trug jeder der 40 verbliebenen Teilnehmer ein Lied vor; jeder Coach wählte drei seiner zehn Kandidaten für die Liveshow-Phase aus. Von den zwölf Liveshowteilnehmern hatten sechs in den Blind Auditions alle vier Jurystimmen erhalten, nämlich Marc Amacher, Tay Schmedtmann, Friedemann Petter, Florian Unger, Robin Resch und Stas Schurins.
| Folge | Coach             | Auftritt | Kandidat                   | Song                                                                      |
| ----- | ----------------- | -------- | -------------------------- | ------------------------------------------------------------------------- |
| 14    | Michi und Smudo   | 1        | Lara Trautmann             | Dernière danse von Indila                                                 |
| 14    | Michi und Smudo   | 2        | Danyal Demir               | Say You Won’t Let Go von James Arthur                                     |
| 14    | Michi und Smudo   | 3        | Jonny vom Dahl             | Halt Dich an Deiner Liebe fest von Rio Reiser                             |
| 14    | Michi und Smudo   | 4        | Marc Amacher               | Personal Jesus von Depeche Mode                                           |
| 14    | Michi und Smudo   | 5        | Florentina Krasniqi        | Into You von Ariana Grande                                                |
| 14    | Michi und Smudo   | 6        | Ruth Lomboto               | I Just Can’t Stop Loving You von Michael Jackson featuring Siedah Garrett |
| 14    | Michi und Smudo   | 7        | Lukas Räuftlin             | Neuanfang von Clueso                                                      |
| 14    | Michi und Smudo   | 8        | Yasmin Sidibe              | Rather Be von Clean Bandit                                                |
| 14    | Michi und Smudo   | 9        | Sally Grayson              | Worry von Jack Garratt                                                    |
| 14    | Michi und Smudo   | 10       | Robert Ildefonso           | Mercy von Duffy                                                           |
| 14    | Andreas Bourani   | 11       | Michael Caliman            | Nothing Compares 2 U von The Family                                       |
| 14    | Andreas Bourani   | 12       | Bünyamin Yazici            | Chöre von Mark Forster                                                    |
| 14    | Andreas Bourani   | 13       | Steven Sylvester Ludkowski | Don’t Lose My Number von Phil Collins                                     |
| 14    | Andreas Bourani   | 14       | Joel Guzman                | Georgia on My Mind von Hoagy Carmichael                                   |
| 14    | Andreas Bourani   | 15       | Leon Braje                 | Symphonie von Silbermond                                                  |
| 14    | Andreas Bourani   | 16       | Lucie Fischer              | Next to Me von Emeli Sandé                                                |
| 14    | Andreas Bourani   | 17       | Daniel Moczarski           | Hero von Chad Kroeger und Josey Scott                                     |
| 14    | Andreas Bourani   | 18       | Neo Kaliske                | Don’t Look Back in Anger von Oasis                                        |
| 14    | Andreas Bourani   | 19       | Tay Schmedtmann            | Ich atme ein von Roger Cicero                                             |
| 14    | Andreas Bourani   | 20       | Jonas Hug                  | Save Tonight von Eagle-Eye Cherry                                         |
| 15    | Yvonne Catterfeld | 21       | Mathea Elisabeth Höller    | Purple Rain von Prince                                                    |
| 15    | Yvonne Catterfeld | 22       | Alessio Loriga             | 20.000 Meilen von Xavier Naidoo                                           |
| 15    | Yvonne Catterfeld | 23       | Nico Laska                 | Keep Your Head Up von Ben Howard                                          |
| 15    | Yvonne Catterfeld | 24       | Vanessa Iraci              | Hallelujah von Alicia Keys                                                |
| 15    | Yvonne Catterfeld | 25       | Marie Claudia Apenou       | Hotter than Hell von Dua Lipa                                             |
| 15    | Yvonne Catterfeld | 26       | Friedemann Petter          | Keine Rosen von Teesy                                                     |
| 15    | Yvonne Catterfeld | 27       | Flávio Martins             | Cold Water von Major Lazer featuring Justin Bieber and MØ                 |
| 15    | Yvonne Catterfeld | 28       | Pauline Steinbrecher       | Fire Under My Feet von Leona Lewis                                        |
| 15    | Yvonne Catterfeld | 29       | Boris Alexander Stein      | Eiserner Steg von Philipp Poisel                                          |
| 15    | Yvonne Catterfeld | 30       | Vera Tavares               | I Say a Little Prayer von Dionne Warwick                                  |
| 15    | Samu Haber        | 31       | Fabian Ludwig              | Treat You Better von Shawn Mendes                                         |
| 15    | Samu Haber        | 32       | Florian Unger              | Männer weinen nicht von Adesse featuring Sido                             |
| 15    | Samu Haber        | 33       | Laura Ritter               | Habits (Stay High) von Tove Lo                                            |
| 15    | Samu Haber        | 34       | Anna-Lena Schäfer          | Einer dieser Steine von Sido featuring Mark Forster                       |
| 15    | Samu Haber        | 35       | Dorothea Proschko          | Whataya Want from Me von Adam Lambert                                     |
| 15    | Samu Haber        | 36       | Andreas Steiger            | Human von Rag ’n’ Bone Man                                                |
| 15    | Samu Haber        | 37       | Andrina Travers            | Best of You von Foo Fighters                                              |
| 15    | Samu Haber        | 38       | Robin Resch                | Wonderwall von Oasis                                                      |
| 15    | Samu Haber        | 39       | Anna-Maria Nemetz          | Paparazzi von Lady Gaga                                                   |
| 15    | Samu Haber        | 40       | Stas Schurins              | Skyscraper von Demi Lovato                                                |

## Vierte Phase: Die Liveshows
Es fanden zwei Livesendungen am 11. und 18. Dezember 2016 in Berlin statt. Damit wurde die Anzahl der Liveshows gegenüber früheren Staffeln nochmals reduziert: In Staffel 1 fanden sieben Liveshows statt, in Staffel 2 sechs, in Staffel 3 und 4 jeweils vier und in Staffel 5 noch drei Liveshows. Beide Livesendungen wurden vom Fernsehsender Sat.1 übertragen. Wie in Staffel 5 verteilten die Coaches keine Prozentpunkte, sondern alle Entscheidungen fielen per Televoting durch die Zuschauer.

### Erste Liveshow (Halbfinale)
In der ersten Liveshow am 11. Dezember 2016 kamen vier der zwölf Kandidaten weiter: In jeder Coachinggruppe trugen die drei Teilnehmer hintereinander ein Lied vor, wonach die Zuschauer per Televoting einen von ihnen ins Finale wählten.
Max Giesinger führte sein Lied 80 Millionen mit den zwölf Kandidaten auf.
| Coach             | Auftritt | Kandidat              | Song                                                    | Televoting |
| ----------------- | -------- | --------------------- | ------------------------------------------------------- | ---------- |
| Andreas Bourani   | 1        | Michael Caliman       | Licence to Kill von Gladys Knight                       | 06,7 %     |
| Andreas Bourani   | 2        | Lucie Fischer         | Hungriges Herz von Mia                                  | 12,5 %     |
| Andreas Bourani   | 3        | Tay Schmedtmann       | Wie schön du bist von Sarah Connor                      | 80,9 %     |
| Samu Haber        | 4        | Stas Schurins         | Rise Up von Andra Day                                   | 34,2 %     |
| Samu Haber        | 5        | Florian Unger         | Hand in Hand von Julian le Play                         | 10,0 %     |
| Samu Haber        | 6        | Robin Resch           | Chasing Cars von Snow Patrol                            | 55,8 %     |
| Yvonne Catterfeld | 7        | Friedemann Petter     | Bye Bye von Cro                                         | 08,4 %     |
| Yvonne Catterfeld | 8        | Vera Tavares          | Dirty Diana von Michael Jackson                         | 35,4 %     |
| Yvonne Catterfeld | 9        | Boris Alexander Stein | Still von Jupiter Jones                                 | 56,2 %     |
| Michi und Smudo   | 10       | Robert Ildefonso      | Beggin’ von The Four Seasons                            | 35,2 %     |
| Michi und Smudo   | 11       | Yasmin Sidibe         | Somebody That I Used to Know von Gotye featuring Kimbra | 12,2 %     |
| Michi und Smudo   | 12       | Marc Amacher          | T.N.T. von AC/DC                                        | 52,6 %     |

### Zweite Liveshow (Finale)
Die zweite Liveshow, das Finale, fand am 18. Dezember 2016 statt. Jeder Finalteilnehmer trug einen Song vor, sang außerdem ein Duett mit seinem Coach und ein weiteres Duett mit einem Gastkünstler: Boris Alexander Stein sang mit OneRepublic, Marc Amacher mit Emeli Sandé, Tay Schmedtmann mit John Legend, Robin Resch mit James Arthur. Alle vier Finalisten sangen zu Beginn der Sendung mit Alicia Keys deren Hit If I Ain’t Got You. Keys führte im weiteren Verlauf noch ihren neuen Song Blended Family (What You Do for Love) auf.
Per Televoting wurden Tay Schmedtmann und Robin Resch als die zwei Künstler gewählt, die ihren neuen eigenen Song vortragen durften. Nachdem Resch seinen Song Disneyland und Schmedtmann sein Lied  Lauf Baby Lauf gesungen hatte, kam Tay Schmedtmann auf ein Televoting-Ergebnis von knapp 54 Prozent. Damit gewann erstmals ein Schützling von Andreas Bourani den Wettbewerb.
| Rang | Kandidat              | Coach             | Songs                    | Songs                                            | Televoting 1 | Televoting 2 |
| ---- | --------------------- | ----------------- | ------------------------ | ------------------------------------------------ | ------------ | ------------ |
| 1    | Tay Schmedtmann       | Andreas Bourani   | Coverversion             | Sie sieht mich nicht von Xavier Naidoo           |              | 53,87 %      |
| 1    | Tay Schmedtmann       | Andreas Bourani   | Duett mit Coach          | Eisberg von Andreas Bourani                      |              | 53,87 %      |
| 1    | Tay Schmedtmann       | Andreas Bourani   | Duett mit Gastkünstler   | Love Me Now von John Legend                      |              | 53,87 %      |
| 1    | Tay Schmedtmann       | Andreas Bourani   | eigener Song             | Lauf Baby Lauf                                   |              | 53,87 %      |
|      |                       |                   |                          |                                                  |              |              |
| 2    | Robin Resch           | Samu Haber        | Coverversion             | Photograph von Ed Sheeran                        |              | 46,13 %      |
| 2    | Robin Resch           | Samu Haber        | Duett mit Coach          | Hollywood Hills von Sunrise Avenue               |              | 46,13 %      |
| 2    | Robin Resch           | Samu Haber        | Duett mit Gastkünstler   | Say You Won’t Let Go von James Arthur            |              | 46,13 %      |
| 2    | Robin Resch           | Samu Haber        | eigener Song             | Disneyland                                       |              | 46,13 %      |
|      |                       |                   |                          |                                                  |              |              |
| 3    | Marc Amacher          | Michi und Smudo   | Coverversion             | Are You Gonna Go My Way von Lenny Kravitz        |              | —            |
| 3    | Marc Amacher          | Michi und Smudo   | Duett mit Coach          | Ernten was wir säen von Die Fantastischen Vier   |              | —            |
| 3    | Marc Amacher          | Michi und Smudo   | Duett mit Gastkünstlerin | Breathing Underwater von Emeli Sandé             |              | —            |
|      |                       |                   |                          |                                                  |              |              |
| 4    | Boris Alexander Stein | Yvonne Catterfeld | Coverversion             | Demo (Letzter Tag) von Herbert Grönemeyer        |              | —            |
| 4    | Boris Alexander Stein | Yvonne Catterfeld | Duett mit Coach          | Irgendwas von Yvonne Catterfeld featuring Bengio |              | —            |
| 4    | Boris Alexander Stein | Yvonne Catterfeld | Duett mit Gastkünstler   | Let’s Hurt Tonight von OneRepublic               |              | —            |

## Einschaltquoten
Im Durchschnitt sahen 3,58 Millionen Zuschauer die sechste Staffel von The Voice of Germany auf ProSieben und Sat.1, der Marktanteil beim Gesamtpublikum betrug 11,2 Prozent. In der Zielgruppe der 14- bis 49-Jährigen sahen im Durchschnitt 2,19 Millionen Zuschauer zu, was einem Marktanteil von 19,2 Prozent entsprach.
| Folge | Sendung         | Sender    | Datum                 | Zuschauer | Zuschauer       | Marktanteil | Marktanteil     | Quelle |
| Folge | Sendung         | Sender    | Datum                 | Gesamt    | 14 bis 49 Jahre | Gesamt      | 14 bis 49 Jahre | Quelle |
| ----- | --------------- | --------- | --------------------- | --------- | --------------- | ----------- | --------------- | ------ |
| 01    | Blind Auditions | ProSieben | Do, 20. Oktober 2016  | 4,10 Mio. | 2,52 Mio.       | 13,4 %      | 23,1 %          | [ 9 ]  |
| 02    | Blind Auditions | Sat.1     | So, 23. Oktober 2016  | 4,02 Mio. | 2,48 Mio.       | 11,6 %      | 19,3 %          | [ 10 ] |
| 03    | Blind Auditions | ProSieben | Do, 27. Oktober 2016  | 4,02 Mio. | 2,46 Mio.       | 13,2 %      | 23,4 %          | [ 11 ] |
| 04    | Blind Auditions | Sat.1     | So, 30. Oktober 2016  | 4,12 Mio. | 2,53 Mio.       | 12,2 %      | 20,6 %          | [ 12 ] |
| 05    | Blind Auditions | ProSieben | Do, 3. November 2016  | 3,90 Mio. | 2,47 Mio.       | 12,8 %      | 23,5 %          | [ 13 ] |
| 06    | Blind Auditions | Sat.1     | So, 6. November 2016  | 4,19 Mio. | 2,45 Mio.       | 11,8 %      | 18,5 %          | [ 14 ] |
| 07    | Blind Auditions | ProSieben | Do, 10. November 2016 | 3,86 Mio. | 2,39 Mio.       | 12,5 %      | 22,2 %          | [ 15 ] |
| 08    | Blind Auditions | Sat.1     | So, 13. November 2016 | 3,71 Mio. | 2,33 Mio.       | 10,5 %      | 17,4 %          | [ 16 ] |
| 09    | Blind Auditions | ProSieben | Do, 17. November 2016 | 3,74 Mio. | 2,31 Mio.       | 12,0 %      | 21,5 %          | [ 17 ] |
| 10    | Battle Round    | Sat.1     | So, 20. November 2016 | 3,39 Mio. | 2,01 Mio.       | 9,6 %       | 15,2 %          | [ 18 ] |
| 11    | Battle Round    | ProSieben | Do, 24. November 2016 | 3,15 Mio. | 1,97 Mio.       | 10,8 %      | 19,5 %          | [ 19 ] |
| 12    | Battle Round    | Sat.1     | So, 27. November 2016 | 3,12 Mio. | 1,94 Mio.       | 9,0 %       | 14,9 %          | [ 20 ] |
| 13    | Battle Round    | ProSieben | Do, 1. Dezember 2016  | 3,50 Mio. | 2,21 Mio.       | 11,6 %      | 21,7 %          | [ 21 ] |
| 14    | Sing Off        | Sat.1     | So, 4. Dezember 2016  | 3,05 Mio. | 1,83 Mio.       | 9,6 %       | 15,7 %          | [ 22 ] |
| 15    | Sing Off        | ProSieben | Do, 8. Dezember 2016  | 2,79 Mio. | 1,72 Mio.       | 10,2 %      | 18,2 %          | [ 23 ] |
| 16    | Liveshow        | Sat.1     | So, 11. Dezember 2016 | 3,04 Mio. | 1,73 Mio.       | 9,8 %       | 15,1 %          | [ 24 ] |
| 17    | Liveshow        | Sat.1     | So, 18. Dezember 2016 | 3,08 Mio. | 1,81 Mio.       | 10,4 %      | 16,2 %          | [ 25 ] |